# Warneckea
Warneckea är ett släkte av tvåhjärtbladiga växter. Warneckea ingår i familjen Melastomataceae.

## Dottertaxa tillWarneckea, i alfabetisk ordning[1]
- Warneckea acutifolia
- Warneckea amaniensis
- Warneckea anomala
- Warneckea atrovirens
- Warneckea austro-occidentalis
- Warneckea bebaiensis
- Warneckea bequaertii
- Warneckea bullata
- Warneckea cauliflora
- Warneckea cinnamomoides
- Warneckea congolensis
- Warneckea erubescens
- Warneckea fascicularis
- Warneckea floribunda
- Warneckea fosteri
- Warneckea gilletii
- Warneckea golaensis
- Warneckea guineensis
- Warneckea hedbergiorum
- Warneckea jasminoides
- Warneckea lecomteana
- Warneckea macrantha
- Warneckea madagascariensis
- Warneckea mangrovensis
- Warneckea masoalae
- Warneckea membranifolia
- Warneckea memecyloides
- Warneckea microphylla
- Warneckea mouririifolia
- Warneckea peculiaris
- Warneckea pulcherrima
- Warneckea pulviniflora
- Warneckea reygaertii
- Warneckea sansibarica
- Warneckea sapinii
- Warneckea schliebenii
- Warneckea sessilicarpa
- Warneckea sousae
- Warneckea superba
- Warneckea trinervis
- Warneckea urschii
- Warneckea walikalensis
- Warneckea wildeana
- Warneckea yangambensis